# 세르비아 여자 농구 국가대표팀
세르비아 여자 농구 국가대표팀(세르비아어: Женска кошаркашка репрезентација Србије, Ženska košarkaška reprezentacija Srbije)은 세르비아를 대표하여 국가대항전에 참가하는 여자 농구 국가대표팀이다. 세르비아 농구 연맹이 관리하고 있으며 올림픽에서 동메달 1개를 획득했다.

## 역대 성적

### 올림픽
| 올림픽 기록 | 올림픽 기록                | 올림픽 기록                | 올림픽 기록                | 올림픽 기록                |
| 연도        | 결과                       | 경기                       | 승                         | 패                         |
| ----------- | -------------------------- | -------------------------- | -------------------------- | -------------------------- |
| 1976년      | 유고슬라비아로 참가        | 유고슬라비아로 참가        | 유고슬라비아로 참가        | 유고슬라비아로 참가        |
| 1980년      | 유고슬라비아로 참가        | 유고슬라비아로 참가        | 유고슬라비아로 참가        | 유고슬라비아로 참가        |
| 1984년      | 유고슬라비아로 참가        | 유고슬라비아로 참가        | 유고슬라비아로 참가        | 유고슬라비아로 참가        |
| 1988년      | 유고슬라비아로 참가        | 유고슬라비아로 참가        | 유고슬라비아로 참가        | 유고슬라비아로 참가        |
| 1992년      | 출전 금지                  | 출전 금지                  | 출전 금지                  | 출전 금지                  |
| 1996년      | 세르비아 몬테네그로로 참가 | 세르비아 몬테네그로로 참가 | 세르비아 몬테네그로로 참가 | 세르비아 몬테네그로로 참가 |
| 2000년      | 세르비아 몬테네그로로 참가 | 세르비아 몬테네그로로 참가 | 세르비아 몬테네그로로 참가 | 세르비아 몬테네그로로 참가 |
| 2004년      | 세르비아 몬테네그로로 참가 | 세르비아 몬테네그로로 참가 | 세르비아 몬테네그로로 참가 | 세르비아 몬테네그로로 참가 |
| 2008년      | 진출 실패                  | 진출 실패                  | 진출 실패                  | 진출 실패                  |
| 2012년      | 진출 실패                  | 진출 실패                  | 진출 실패                  | 진출 실패                  |
| 2016년      | 동메달                     | 8                          | 4                          | 4                          |
| 2020년      | 4위                        | 6                          | 3                          | 3                          |
| 2024년      | 본선 진출                  | 본선 진출                  | 본선 진출                  | 본선 진출                  |
| 합계        | 3/13                       | 14                         | 7                          | 7                          |

## 같이 보기
- 세르비아 농구 국가대표팀